# الاتصالات في ليبيا
يناقش هذا الموضوع الاتصالات في ليبيا في الفترة قبيل سنة 1984 وحتى الآن، باعتبارها الفترة التي شهدت أهم التغيرات على مستوى الاتصالات محليا وعالميا.

## الاتصالات عبر العقود الماضية وحتى الآن

### الاتصالات قبيل 1984
يعد تاريخ الاتصالات في ليبيا مرتبطا بتاريخ الشركة العامة للبريد والاتصالات السلكية واللاسلكية، التي تأسست سنة 1984، فقبل هذا التاريخ، كانت الاتصالات تنحصر في خدمة المقسمات الهاتفية التقليدية، إضافة إلى خدمة البرق.

### الاتصالات منذ 1984 وحتى قبيل 2002
بناء على قرار من حاكم الدولة في ذلك الحين معمر القذافي، بشأن تأسيس الشركة العامة للبريد والاتصالات السلكية واللاسلكية، ومنذ انطلاقها، والشركة تسعى لإنجاز الغرض الذي أنشأت من أجله، وهو تأسيس شبكة اتصالات حديثة تسهل ربط المدن الليبية التي تنتشر عبر مساحة جغرافية كبيرة متباينة التضاريس.
وبالنظر إلى طبيعة نظام الحكم في تلك الفترة، الذي كان أبعد ما يكون عن الرأسمالية، يتجلى حجم المسؤولية التي كانت تواجه نشاط الشركة لتأسيس بيئة اتصالات في مناطق مترامية المساحة متباينة الطبيعة محدودة السكان، وهو ما كان يعني إقصاء التفكير في الجدوى الاقتصادية، وبالتالي إنفاق من الخزانة العامة للدولة لدعم الاتصالات.
- يحتسب للشركة أداؤها لمهامها على نحو جيد حتى الفترة التي سبقت الحصار الاقتصادي على ليبيا (مطلع تسعينيات القرن الماضي).
- مع مرور الزمن، استجدت مع الحصار ظروف عدة، فإلى جانب ضغط استحكامات الحصار وتبعاته على توفير العتاد، والتدريب، أضيف أيضا غياب التنسيق بين القطاعات المسؤولة عن عناصر البنية التحتية الأساسية، وخاصة (الماء والكهرباء والاتصالات والصرف الصحي)، الذي أفرز مشاكل ببنية الاتصالات كانقطاع الكوابل عرضا أثناء أعمال الحفر والصيانة، وتسرب عوامل طبيعية مؤثرة كالماء والرطوبة، والتقادم، إلى تداخل الخطوط الهاتفية والمكالمات، ناهيك عن عدم فاعلية آليات تحصيل رسوم المكالمات الهاتفية، التي أنهكت القطاع بمزيد من المشاكل والهموم، تُوِّجت بعجز ميزانية وديون تجاه الدولة، واعدة بميراث ثقيل لمن سيضع على عاتقه إعادة إصلاح جذري، مؤرقة محاولات التقويم من حين لآخر.
- يذكر أن شركتي المدار لخدمات الهاتف النقال، وشركة ليبيا للاتصالات والتقنية، تأسستا سنة 1997 كشركتين خاصتين مستقلتين لا يربط بينهما إلا العمل في مجال الاتصالات، وهما ما سيشكلان مستقبلا خيطين من نسيج القطاع العام للاتصالات، وإن كان الاشتراك في خدماتيهما باهض التكاليف في سنوات التأسيس الأولى، فالحصول على هاتف المدار كان يكلف آلاف الدينارات، أما ساعة استخدام الإنترنت فقد بلغت في البداية قيمة 12 د.ل، وقد حظيت باهتمام الجهات الأمنية باعتبارها وسيلة اتصال غير مسبوقة، ودراسة احتمالية فرض قيود عليها، غير أن الأمر لم يطل لتنضم ليبيا إلى الدول التي تتيح استخدام شبكة الإنترنت دون شروط حتى الآن.

### الاتصالات منذ 2002 وحتى قبيل 2006
تعد سنة 2002 تاريخ التحول الأهم في القطاع حتى الآن، لتولي م. محمد معمر القذافي -النجل الأكبر لمعمر القذافي، والذي تحصل على درجة الدكتوراه فيما بعد- زمام الأمور كأمين لجنة شعبية للشركة (مدير عام)، ورغم حداثة عهده، إلا أن المنحى الذي انتهجه بين ميزة إدارة القطاع من قبل شخص يجمع حيثيتين، علمية -بصفته مهندس أكاديمي في مجال التقنية-، وعملية، لحاجة الإصلاح إلى نفوذ وعلاقات كبيرين.
أعيدت هيكلة القطاع، داخليا وخارجيا، ليتم ضم شركة ليبيا للاتصالات والتقنية وشركة المدار إلى الشركة العامة للبريد والاتصالات السلكية واللاسلكية، وتأخذ خارطة القطاع في التشكل بصورة متسارعة، وفور ضم الشركتين، شهدت أسعارهما تخفيضات جديدة.
شهدت هذه الفترة ضم الهيئة الوطنية للمعلومات والتوثيق إلى القطاع، ثم أعيد فصلها مجددا لتعود إلى اللجنة الشعبية العامة.
بوشر العمل على تنفيذ مقسمات هاتفية رقمية جديدة بدلا عن المقسمات النمطية السابقة، وإعادة مد كوابل نحاسية جديدة للشبكة، كذلك الشروع في مد كوابل ألياف بصرية في خطة تستهدف كافة المدن الليبية على المدى الطويل.
وعلى صعيد تقنيات الاتصالات الأخرى، استحدثت شركة ليبيا للاتصالات والتقنية تقنيتي الاتصال عبر الأقمار الصناعية VSAT & DVB-RCS، وقامت بإنشاء شبكة الاتصالات اللاسلكية لصالح الشركة العامة للبريد والاتصالات السلكية واللاسلكية من أجل ربط المدن الليبية الداخلية والنائية تحديدا، كما قامت بتأسيس شبكة اتصالات لاسلكية عبر تقنية VSAT لمصلحة الطيران المدني، إضافة إلى الحقول النفطية في ليبيا، وكافة المناطق التي تعذر وصول شبكة اتصالات سلكية إليها.
كما تم اتخاذ قرار إنشاء مشغل خدمات هاتف محمول جديد، اختير له اسم ليبيانا، ليكون منافسا للمشغل السابق المدار، وأوكلت مهمة الإنشاء إلى شركة ليبيا للاتصالات والتقنية، بالتعاقد مع ZTE الصينية للتنفيذ، ولعل السبب في ذلك ينحصر في مسألتين أساسيتين؛ عزوف الشركات الأوربية عن العمل في ليبيا طيلة فترة الحصار، في حين تجاسرت الشركات الصينية بتقديم خدماتها، وهو ما عزز فرص إسناد المهمة إليها، إضافة إلى إستراتيجية التأسيس الهادفة إلى تقديم نقال «شعبي» بأقل سعر ممكن.
وفي أقل من سنة (منذ لحظة مباشرة المشروع)، تم إطلاق ليبيانا للهاتف المحمول في مطلع سبتمبر 2004م، لتشمل تغطية المشروع ثلاث مدن وهي طرابلس وبنغازي وسبها كمرحلة أولى، حيث تم تدشين الشبكة بنظام جي.اس.ام (GSM)، لتنتهج منذ بدايتها سياسة الانتشار السريع والسعر المتناقص وفق نسق ممنهج للشركة كي تقدم خدماتها للمواطن الليبي بأقل الأسعار، ولعل المتأمل لمؤشر انحدار أسعار الخدمات يتبين ذلك بسهولة، ولم يخلو الأمر من مشاكل فنية في التغطية والاتصال بالتأكيد، كإرهاص لاستقرار الشبكة تدريجيا، واعتبارا من السنة الأولى، انفصلت ليبيانا كلياً عن رحم ليبيا للاتصالات والتقنية لتشق طريقها كشركة مستقلة قوية.
ونظراً للتزايد الكبير في عدد المشتركين، وقعت شركة ليبيانا في شهر الطير (أبريل) 2005ف عقداً مع شركة زد تي إي (ZTE) الصينية لتوسيع الشبكة لتصل سعتها الإجمالية إلى مـا يقــارب 1,500,000 مشترك، كمـا تم بخريف العــام 2005ف توقيع عقد مع شــركة «هواوي» لتوسيع الشبكة بسعة مليون مشترك وبقيمة تبلغ أربعين مليون دولار أمريكي لتصل بذلك السعة الإجمالية للشبكة مليونين ونصف المليون مشترك، في سنة 2008 وصل عدد مشتركي الشركة 6,200,000 مشترك وتغطي ما يقرب 116% من المناطق المؤهولة بالسكان في ليبيا، في مؤشر آخر يضعها ضمن أسرع شبكات الهاتف النقال نموا..
كذلك تم تنفيذ ثلاث مشاريع تراسل بتقنية الألياف البصرية في ثلاث مدن استهدفت ربط المقسمات التابعة إلى الشركة العامة للبريد وشركة ليبيانا وشركة المدار إلى جانب الربط بين مدينة سبها وبراك.
كما شهدت سنة 2004 افتتاح أول مكتب لخدمات الثريا في مقر الشركة العامة للبريد والاتصالات السلكية واللاسلكية (الوكيل الحصري والوحيد في ليبيا لخدمات شركة الثريا للاتصالات الفضائية، قبل أن ينتقل المكتب إلى مقر مستقل جديد مستقبلا.
كذلك شهدت 2004 الإعداد لمشروع خدمة الإنترنت عبر تقنية خط اشتراك رقمي غير متماثل تحت اسم تجاري (ليبياADSL)، الذي أطلق في مطلع شهر سبتمبر من 2005، ضمن مشروع يستهدف 10.000 مشترك، معتمدا على شبكة الاتصالات السلكية للشركة العامة للبريد والاتصالات السلكية واللاسلكية، وكنتيجة للطلب المتزايد على الخدمة، تم التوقيع في سنة 2006 على مشروع يستهدف 200.000 مشترك عبر تقنية ADSL2plus، تم إطلاقه في 18 مدينة رئيسة، ليبلغ عدد المشتركين حسب احصائية يوليو 2009 ما يفوق 52.000 مشترك، ويذكر هنا أن متطلبات عمل الخدمة بشكل جيد تستوجب عدم بلوغ نسبة الرطوبة في الخط الهاتفي 20%، وهو شرط لم تستطع الشبكة السلكية الكلية للشركة العامة للبريد بلوغه حتى الآن بسبب كبر حجمها وحداثة فترة التحديثات بها، التي ستستلزم وقتا كافيا لتغييرها جدريا.
على صعيد آخر، وبعد صراع على استعادة اسم النطاق الوطني لليبيا (.LY) الذي كان مستغلا من قبل أطراف غير ليبية، وكانت الجمعية الليبية للإنترنت الطرف الذي يمثل ليبيا، بدعم من الشركة العامة للبريد والاتصالات السلكية واللاسلكية، توجت نتيجة هذه المساعي باستعادة ليبيا لاسم النطاق الوطني، وأنيط بشركة ليبيا للاتصالات والتقنية مهمة تسويقه لتكون المسجل الرسمي لاسم النطاق الوطني، والمانح لحق وكالة تسويق اسم النطاق الوطني لليبيا.
وتتهم شركة ليبيا للاتصالات والتقنية باحتكار خدمة الإنترنت، وهي شركة تابعة للقطاع العام، ورغم علاقتها الوثيقة بالشركة العامة للبريد، وهو ما يعني حدا أدنى لأية مشاكل محتملة للخدمة، مقابل فرص محدودة لأي شركة منافسة إن وجدت لأنها ستستخدم بالتأكيد ذات الشبكة السلكية، وبالتالي تعرضها أيضا لكافة الانتقادات التي وجهت للشركة في أكثر من مناسبة والتي تكاد تكون حصرية في المشاكل الناجمة عن الرطوبة في الخطوط الهاتفية، الأمر الوحيد الذي يحتاج إلى (إعادة نظر) هو غياب التنسيق بين الشركة العامة للبريد والاتصالات السلكية واللاسلكية وبين شركة ليبيا للاتصالات والتقنية لتعويض المتضررين عن توقف الخدمة بسبب أعطال في السلك الهاتفي، فالأعطال لا تعفي مشتركي خدمة ADSL من سداد رسوم الاشتراك الشهرية رغم عدم انتفاعهم منها، مما يولد شعورا بعدم الرضى لديهم يستوجب الإنصاف.
أطلقت شركة ليبيانا خدمة الجيل الثالث عبر تقنية GPRS، في حين استمرت شركة المدار في تقديم خدماتها عبر تقنية EDGE التي تتيح أيضا استخدام الهاتف النقال للولوج إلى الإنترنت، وتأخر إطلاقها للجيل الثالث حتى 2008.

### الاتصالات منذ 2006 وحتى الآن
أصدرت اللجنة الشعبية العامة قرارا بشأن إنشاء الهيئة العامة للاتصالات، تم بموجبه إعادة صياغة القطاع وحراكه ضمن هيكلية مختلفة كليا كالتالي:
- تم إنشاء الشركة الليبية للبريد والاتصالات وتقنية المعلومات القابضة، ويديرها د.محمد سمير البوني.
- أصبحت الشركة العامة للبريد والاتصالات السلكية واللاسلكية شركة شقيقة بدلا من دورها السابق الأشبه بالقابضة.
- تم إنشاء شركة الجيل الجديد للتقنية، كمزود خدمة إنترنت منافس لشركة ليبيا للاتصالات والتقنية، وكمشغل افتراضي للهاتف النقالMVNO (عبر شبكة المدار الجديد أو ليبيانا) مستقبلا، وكمزود لخدمة البث الرقمي ويديرها م.مفيد الدباشي.
- تم إنشاء شركة الاتصالات الدولية الليبية، تتولى مسئولية إدارة منافذ الاتصالات الدولية في ليبيا، التي كانت سابقا أحد اختصاصات الشركة العامة للبريد والاتصالات السلكية واللاسلكية.
- أعيد تسمية شركة المدار ليصبح اسمها المدار الجديد.
- تم إنشاء مركز تقنية المعلومات الذي يعنى بتقديم كافة الخدمات التقنية المكملة لزبون خدمات القطاع، كالخرائط الملاحية عبر تقنية GPS.

بالإضافة إلى الشركات السابقة وهي ليبيا للاتصالات والتقنية، وليبيانا للهاتف المحمول.

## قانون الاتصالات
- قامت الهيئة بإعداد مُسَـوَّدة قانون الاتصالات والمعلوماتية وذلك بتاريخ 17-10-2023

## خدمات الاتصالات الهاتفية

### الاتصالات الهاتفية عبر الهاتف الثابت السلكي
تعد الشركة العامة للبريد والاتصالات السلكية واللاسلكية الطرف المسؤول عن تسويق هذه الخدمة، والتي صار بإمكان الزبون الحصول عليها بعد أقل من 24 ساعة من تقديمه طلب الاشتراك مستوفيا الشروط.
يذكر أن رسوم الاشتراك بالخدمة 70 د.ل، تدفع لمرة واحدة، أما سعر المكالمات الأرضية سواء للثابت الهاتف الثابت السلكي أو اللاسلكي بلا مقابل، ويتم تجديد الاشتراك بالخدمة مقابل 20 د.ل سنويا.
أما المكالمات للهواتف النقالة أو المكالمات الدولية، تحتسب قيمتها حسب سياسات التسعير لكل شركة أو دولة.

### الاتصالات الهاتفية عبر الهاتف الثابت الاسلكي (CDMA)
تقدم الشركة العامة للبريد والاتصالات السلكية واللاسلكية هذه الخدمة باستخدام تقنية CDMA، والتي أطلقت سنة 2007، بالإمكان حصول الزبون عليها بعد أقل من 24 ساعة من تقديمه طلب الاشتراك مستوفيا الشروط.[بحاجة لمصدر]
يذكر أن رسوم الاشتراك بالخدمة 70 د.ل أيضا، تدفع لمرة واحدة، أما سعر المكالمات الأرضية سواء للثابت الهاتف الثابت السلكي أو اللاسلكي بلا مقابل، ويتم تجديد الاشتراك بالخدمة مقابل 20 د.ل سنويا، أما المكالمات للهواتف النقالة أو المكالمات الدولية، تحتسب قيمتها حسب سياسات التسعير لكل شركة أو دولة.
تقدم الشركة إمكانية الولوج إلى شبكة الإنترنت عبر هذه الخدمة.

### الاتصالات الهاتفية عبر الهاتف النقال

#### عبر مشغل شبكة نقال (حقيقية) MNO
تتنافس شركتي المدار الجديد وليبيانا كمشغلين حقيقيين لتقديم هذه الخدمة، معتمدين تقنيات GSM و GPRS و EDGE، عبر مجموعة من الباقات لكليهما، موجهة للأسر، ذوي الاحتياجات الخاصة، الشباب، إلخ.
- تشغل المدار الجديد المفتاح المحلي 091.
- تشغل ليبيانا المفتاحين المحليين 092 و 094.

#### عبر مشغل شبكة نقال (افتراضية) MVNO
تعد شركتي ليبيا للاتصالات والتقنية والجيل الجديد للتقنية المشغلين الافتراضيين القادمين للهاتف النقال، عبر (تحالف) الأولى مع ليبيانا، والثانية مع [المدار الجديد].
- ستشغل ليبيا للاتصالات والتقنية المفتاح المحلي 095.
- ستشغل الجيل الجديد للتقنية المفتاح المحلي 096.

### الاتصالات الهاتفية عبر بروتوكول الإنترنت (VOIP)
تعود بوادر الخدمة إلى سنة 2005، حيث قامت شركة ليبيا للاتصالات والتقنية بتجربة مشروع للخدمة بالتعاون مع شركة ZTE الصينية، ولكن البداية التجارية للمشروع بدأت سنة 2008، حيث تم التعاقد مع شركة هواوي لتنفيذ مشروع IMS الذي يعد بنية تحتية لكافة خدمات الوسائط القائمة عبر الإنترنت تحت اسم تجاري (ليبياVoIP)، مبتدئة بخدمة VOIP، وكقاعدة لكافة الخدمات التفاعلية مستقبلا، تقوم الشركة بتقديم الخدمة على نحو ضيق حاليا توطئة لإطلاقها ضمن باقات خدمية أخرى.
- يشغل الهاتف عبر هذه التقنية المفتاح المحلي 033.

بالاظافة إلى شركة الجيل الجديد للتقنية التي تسعى لتقديم خدمة متكاملة للإتصالات عبر بروتوكول الإنترنت (VOIP) عبر تقنية IMS مع تقديم كافة الخدمات المظافة مثل الاجتماعات الصوتية والمرئية ومشاركة الصور والملفات والتحكم في الكمرات المنزلية"Camera Home" وخدمات أخرى.

## الإنترنت

### عبر شركةليبيا للاتصالات والتقنية
- بدأت الشركة تسويق خدمة إنترنت الطلب الهاتفي سنة 1999 كمزود وحيد ورئيسي في ليبيا، ومنذ ذلك الحين بدأ استخدام الإنترنت في الاتساع.
- زاد عدد مستخدمي الإنترنت بعد إطلاق خدمة ليبياADSL سنة 2005.
- شهد عدد المستخدمين زيادة أكبر منذ تشغيل مشروع ليبياماكس في 2009.
- أطلقت الشركة خدمة الألياف البصرية إلى البيت في حي الزهور بمنطقة طريق المطار بطرابلس، ليكون أول حي نموذجي يستفيد من خدمة الألياف البصرية بمزايا: سرعة تبلغ عشرة ميغابايت، حصة شهرية 10 جيجا بايت، هاتف عبر الإنترنت مجاني.
- أطلقت شركة ليبيا للاتصالات والتقنية مركز استضافة البيانات، كبيئة متكاملة من عتاد وبرمجيات للاستضافة سواء كانت مكانية أو غرف خاصة، ولكن أسعارها لا تزال بحاجة إلى إعادة نظر بالمقارنة مع أسعار الاستضافة التي تقدمها جهات محلية أخرى عبر شركات استضافة خارجية مثل شبكة العنكبوت الليبي التي تعد أفضل مسوق لاسم النطاق الوطني وللاستضافة مع ميزة الدفع الإلكتروني من خارج ليبيا للزبائن الأجانب).

### عبر شركةليبياناللهاتف المحمول
- أضافت خدمة الإنترنت عبر تقنية GSM 2.5 سنة 2005.
- أضافت خدمة الإنترنت عبر تقنية الجيل الثالث GPRS سنة 2006.
- تسعى لإطلاق خدمات الإنترنت عبر تقنية HSDPA.
- أطلقت خدمة ليبيانانت (مودم USB) بنوعيه الشخصي والأعمال سنة 2009.

### عبر شركةالمدار الجديدلخدمات الهاتف النقال
- أضافت خدمة الإنترنت عبر تقنية GSM 2.5.
- أضافت خدمة الإنترنت عبر تقنية الجيل الثالث GPRS.

### عبرالشركة العامة للبريد والاتصالات السلكية واللاسلكية
- أضافت خدمة الإنترنت عبر تقنية الهاتف الثابت اللاسلكي CDMA سنة 2007.

### عبر شركةالجيل الجديد للتقنية
- شركة ناشئة (قطاع عام) تعد المنافس الافتراضي لشركة ليبيا للاتصالات والتقنية، لم تستأنف العمل التجاري بعد.

## البرق
أحد خدمات الاتصالات القياسية المتوفرة.

## الفاكس (البريد المصور)
أحد خدمات الاتصالات القياسية المتوفرة.

## شركات القطاع الخاص

### مجموعة الرقميات للإتصالات والمعلوماتية
تأسست سنة 1999 ومنذ 2002 بدأت في تقديم خدمات وحلول الاتصالات من بينها خدمات الإنترنت عبر الأقمار الصناعية، الربط الشبكي للمواقع المتباعدة عبر الأقمار الصناعية (VSat)، الاتصال اللاسلكي على المدى العريض، وتوفير خدمة الإتصال الصوتي عبر الإنترنت (VoIP)، كما أنها بدأت في العمل كموزع لخدمة الإنترنت السريع على حزمة Ka-band.
بعد ثورة السابع عشر من فبراير، استحدثت وزارة الاتصالات قانون جديد للاتصالات، مما أتاح لشركات القطاع الخاص العمل كمقدمين لخدمات الإنترنت، ومن أهم هذه الشركات:
- شركة الريادة (تقدّم خدمة ADSL في طرابلس).
- شركة سمارت نت (تقدم خدمة WiFi منزلي في طرابلس).
- شركة اوزون ليبيا (تقدم خدمة WiFi منزلي في طرابلس).
- شركة الحداثة للاتصالات والمعلوماتية  (تقدم خدمة WiFi للمؤسسات وقطاع الأعمال في مدينتي طرابلس ومصراتة)

بالإضافة إلى الشركات التي توفر خدمات الاستضافة والتصميم لمواقع الإنترنت والخدمات الالكترونية الأخرى مثل:
- شبكة العنكبوت الليبي .
- شركة أفكار.
- شركة البيانات.
- شركة ديجيتل جروب للاتصالات والمعلوماتية .
- خدمة ليبيا هوست  من شركة وصول للعلاقات العامة والإعلام .

## الوكالات والعلاقات التجارية
- وكيل بيع معتمد لخدمات الانترت في ليبيا - وكيل شركة ليبيا للاتصالات والتقنية LTT
- وكيل تسجيل معتمد لاسم النطاق الليبي LY - وكيل شركة ليبيا للاتصالات والتقنية LTT
- وكالة تسويق وتركيب معدات الاتصال اللاسلكي وتقنيات واي ماكس (WiMAX) - شريك فضي لشركة ريد لاين الكندية (Redline Communications)
- مشغل أرضي لشركة تيلي سات العالمية (Telesat)
- وكيل بيع معدات شركة MEconnect
- وكيل شركة IABG

## شركات شقيقة
1- شركة تيلي سكايس (Teleskies Co.):
شركة مسجلة بالإمارات تعمل على إدارة وتسويق خدمات الاتصالات عبر الأقمار الصناعية على المستوى الإقليمي. تدير الشركة مركز اتصال عبر الأقمار الصناعية مركزه في المملكة المتحدة وتسوق خدماته في شمال أفريقيا والشرق الأوسط.
2- شركة الريادة الرقمية (Digital Reyada):
و هي شركة إنبثقت عن شراكة بين شركة مجموعة الرقميات للاتصالات والمعلوماتية  وشركة الريادة لتقنية المعلومات  تعمل على إدارة وتسويق خدمات الاتصالات عبر الأقمار الصناعية على المستوى الإقليمي. تدير الشركة مركز اتصال عبر الأقمار الصناعية مركزه الولايات المتحدة الأمريكية وتسوق خدماته في الدول الأفريقية.
3- شركة ابتكار للمعلوماتية والخدمات الاعلامية (Ebtekar Media & Technology):
شركة ليبيا خاصة تقدم خدمات المضافة وتصميم مواقع الإنترنت مركزها طرابلس http://www.ebtekarmedia.com

## شركات الاتصالات الأجنبية في ليبيا
- شركة ألكاتيل لوسنت.
- شركة هواوي.
- شركة زد تي إي.
- شركة إريكسون.
- شركة سيمنس.
- شركة نيرا.
- شركة موتورولا.
- شركة ان إي سي.

## نشاطات تعنى بالاتصالات

### المعرض السنوي للاتصالات والتقنية المعلومات (تقنية - TAQNYA)
معرض ينظمه ويشرف عليه الهيئة العامة للاتصالات، ويقام دوما في الأسبوع الأخير من شهر مايو، ويعد ملتقى سنوي للمهتمين بمجال الاتصالات والتقنية في ليبيا، سواء كانت جهات محلية أو أجنبية مهتمة بالسوق المحلي، ومنذ انطلاقه، يشرف على التحضير له م.طارق الشريف البدري.
دوراته السابقة:
- الدورة الأولى: 2005، أقيمت بأرض معرض طرابلس الدولي - الجناح الفرنسي، طرابلس.
- الدورة الثانية: يوليو 2006 (تم تأجيله حتى شهر يوليو ليتزامن مع مؤتمر أفريقي للاتصالات أقيم في طرابلس) أقيمت بأرض معرض طرابلس الدولي - الجناح الفرنسي، طرابلس.
- الدورة الثالثة: مايو 2007، أقيمت بأرض معرض طرابلس الدولي - الجناح الفرنسي، طرابلس.
- الدورة الرابعة: مايو 2008، أقيمت بأرض معرض طرابلس الدولي - الجناح الفرنسي، طرابلس.
- الدورة الخامسة: أبريل 2009، أقيمت بأرض معرض مطار معيتيقة، طرابلس.

الموقع الرسمي للمعرض السنوي للاتصالات وتقنية المعلومات

### البرامج الإذاعية

#### بريد واتصالات طرابلس (مسموع)
يعد برنامج بريد واتصالات، برنامجا مسموعا يذاع من إذاعة شعبية طرابلس، أحد أهم البرامج الإذاعية التي تعنى بتقديم ما يتعلق بالاتصالات في ليبيا، يعد ويقدم له أ. عبد الهادي الغناي، المنسق الإعلامي بالهيئة العامة للاتصالات، ويقوم من خلاله باستعراض ما يستجد من شؤون القطاع، بالإضافة إلى إتاحة الفرصة لزبائن خدمات القطاع لإبداء وجهات نظرهم وعرض مشاكلهم، وحلها من خلال ردود المعنين سواء في الحلقة ذاتها أو الحلقة التالية لها.
يذاع البرنامج على الهواء مباشرة مساء كل أربعاء.

#### بريد واتصالات النقاط الخمس (مسموع)
تقدم إذاعة النقاط الخمس برنامجا يحمل نفس الاسم يعده ويقدم له أ. عمر بن ناجي، ويتناول ذات الشؤون تقريبا.
يذاع البرنامج على الهواء مباشرة منتصف نهار كل أربعاء.

### الإصدارات والمطبوعات العلمية عن قطاع الاتصالات
ليس للقطاع إصدارات تذكر، فإذا ما استثنينا المطبوعات الدعائية الصادر عن كل شركة من شركات القطاع، فإن القطاع ظل ولفترة طويلة دون إصدارات، ولعل الإصدارات الوحيدة الجديرة بالذكر هي:
- مجلة ليبيا للاتصالات والتقنية: أول مطبوعة علمية مجانية غير ربحية تصدر عن القطاع، تحاول أنتهاج منهج علمي عبر مقالاتها المحررة من قبل أسرة تحريرها والمقالات المنقولة عن مطبوعات أخرى وفق اتفاقيات تبادل نشر.

الموقع الرسمي لمجلة ليبيا للاتصالات والتقنية
- مجلة بريد واتصالات: تصدرها نقابة البريد والاتصالات، يلاحظ أنها أقرب إلى المطبوعات المؤطرة (تقدم القطاع من وجهة نظر أحادية)، وكذلك تناولها لمواضيع لا علاقة لها بالاتصالات في أحيان عدة.
- نشرة أخبار تقنية: نشرة تصدر عن اللجنة التحضيرية لمعرض تقنية، تتناول جديد المعرض، إصداراتها طيلة أيام المعرض لا تتجاوز الثلاث أعداد، وهي أيضا تحاول أنتهاج نهج علمي موضوعي.

وصلة (نشرة أخبار تقنية) ضمن موقع المعرض السنوي للاتصالات وتقنية المعلومات

## وصلات خارجية
- الصفحة الرئيسة للهيئة العامة للاتصالات
- الصفحة الرئيسة لموقع شركة ليبيا للاتصالات والتقنية
- الصفحة الرئيسة لموقع شركة ليبيانا للهاتف المحمول
- الصفحة الرئيسة لموقع شركة المدار الجديد
- الصفحة الرئيسة لموقع الشركة العامة للبريد والاتصالات السلكية واللاسلكية
- الصفحة الرئيسة لموقع شركة الجيل الجديد للتقنية
- الصفحة الرئيسة لموقع مركز تقنية المعلومات